# Yamhill
Yamhill es una ciudad ubicada en el condado de Yamhill en el estado estadounidense de Oregón. En el año 2008 tenía una población de 855 habitantes y una densidad poblacional de 766.4 personas por km².

## Geografía
Yamhill se encuentra ubicada en las coordenadas 45°20′28″N 123°11′3″O / 45.34111, -123.18417.

## Demografía
Según la Oficina del Censo en 2000 los ingresos medios por hogar en la localidad eran de $49,688, y los ingresos medios por familia eran $52,344. Los hombres tenían unos ingresos medios de $38,661 frente a los $24,583 para las mujeres. La renta per cápita para la localidad era de $16,745. Alrededor del 14.4% de la población estaban por debajo del umbral de pobreza.

## Localidades adyacentes
Diagrama de las localidades a un radio de 16 km a la redonda de Long Neck. 